# Maryann Hanson
Maryann Del Carmen  Hanson Flores (Caracas,  10 de mayo de 1951) es una docente y política venezolana y fue ministra del Poder Popular para la Educación del gobierno de Venezuela. También fue en 2014, la rectora de la Universidad Bolivariana de Venezuela (UBV).

## Biografía
Fue gerente corporativo de proyectos Socio Educativos de Palmaven. De igual forma desempeñó cargos como directora general de Formación en Ciencia y Tecnología del Ministerio del Poder Popular para Ciencia, Tecnología e Industrias Intermedias.
El 21 de abril de 2013, en cadena nacional fue reafirmada como ministra del Poder Popular para la Educación para el gobierno de Nicolás Maduro, cargo que ya ocupaba en el gobierno de Hugo Chávez.
| Predecesor: Jennifer Gil | Ministro del Poder Popular para la Educación de Venezuela 1 de febrero de 2011 - 9 de enero de 2014 | Sucesor: Héctor Rodríguez Castro |